# Christophorus Petri
Christophorus Petri (Sudercopensis), född 1578, död 31 januari 1645 i Västra Tollstads församling, Östergötlands län, var en svensk präst.

## Biografi
Christophorus Petri föddes 1578 och kom från Söderköping. Han prästvigdes 1605 och blev komminister i Skänninge församling. Christophorus Petri blev 1610 kyrkoherde i Västra Tollstads församling. Han avled 1645 i Västra Tollstads församling.
En bit av Christophorus Petris gravsten låg vid Västra Tollstads kyrkas dörr till tornet.

### Familj
Christophorus Petri gifte sig med Gertrud Andersdotter. Hon var dotter till kyrkoherden Andreas Nicolai i Västra Tollstads församling. De fick tillsammans barnen Ingiärd Christoffersdotter som var gift med kyrkoherdarna Samuel Johannis, Olaus Sundius och Hemingus Lotonius i Västra Tollstads församling, två döttrar och sex söner.